# We Americans
We Americans è un film muto del 1928 diretto da Edward Sloman. La sceneggiatura di Alfred A. Cohn e dello stesso Sloman si basa sull'omonimo lavoro teatrale di Milton Herbert Gropper e Max Siegel andato in scena in prima a New York il 12 ottobre 1926.

## Trama
Allo scoppio della guerra, Hugh, Pete e Phil, vengono tutti arruolati. Al fronte, Phil, che è figlio di una povera famiglia di immigrati ebrei russi, resta ucciso salvando la vita a Hugh, innamorato di sua sorella Beth. Pete, che è di origine italiana, ha lasciato in America la sua ragazza, Sara Schmidt, che è, invece, di origini tedesche. Il giovane, in guerra, perde una gamba ma non l'amore di Sara che lo attende fiduciosa. Finita la guerra, Hugh annuncia ai suoi che vuole sposare Beth, ma i genitori si oppongono a quel matrimonio. Si ricrederanno quando verranno a sapere che la vita di Hugh la devono al sacrificio di Phil.

## Produzione
Il film fu prodotto dall'Universal Pictures sotto la supervisione di Carl Laemmle Jr.

## Distribuzione
Il copyright del film, richiesto dalla Universal, fu registrato il 20 marzo 1928 con il numero LP25092.

Distribuito dall'Universal Pictures, il film venne presentato a New York il 28 marzo 1928 per uscire in seguito nelle sale il 6 maggio di quello stesso anno. L'European Motion Picture Company lo distribuì nel Regno Unito il 15 aprile 1928 con il titolo The Heart of a Nation in una versione di 1.877,55 metri.
Non si conoscono copie ancora esistenti della pellicola che viene considerata presumibilmente perduta.